# Renault Koleos
Renault Koleos er en SUV-model fra personbilsafdelingen af Renault. Modellen kom på markedet i 2008, og er baseret på samme platform som Nissan X-Trail, Nissan Qashqai og Nissan Rogue.
Der kan vælges mellem to forskellige motorer, som begge har 4 cylindre og 16 ventiler. Det drejer sig dels om en benzinmotor på 2,5 liter med 171 hk, og dels en dieselmotor på 2,0 liter, som findes i to effekttrin, 150 og 173 hk. Dieselmotoren har som standard commonrailindsprøjtning og partikelfilter.
Benzinmotoren kommer fra Nissan, mens dieselmotoren er bygget i samarbejde mellem Renault og Nissan.
Koleos' konkurrenter er bl.a. Audi Q5, BMW X3, Hyundai Tucson/ix35, Subaru Forester og Volkswagen Tiguan.

## Tekniske specifikationer[1]
| Model                                   | Cylindre | Ventiler | Slag- volume cm³ | Effekt | Effekt | Effekt | Drejnings- moment | Drejnings- moment | 0-100 km/t | Topfart | Årgange | Årgange |
| Model                                   | Cylindre | Ventiler | Slag- volume cm³ | kW     | hk     | omdr.  | Nm                | omdr.             | sek.       | km/t    | fra     | til     |
| --------------------------------------- | -------- | -------- | ---------------- | ------ | ------ | ------ | ----------------- | ----------------- | ---------- | ------- | ------- | ------- |
| Renault Koleos-modeller med benzinmotor |          |          |                  |        |        |        |                   |                   |            |         |         |         |
| 2.5                                     | 4        | 16       | 2488             | 126    | 171    | 6000   | 226               | 4400              | 9,3        | 190     | 06/2008 | nu      |
| Renault Koleos-modeller med dieselmotor |          |          |                  |        |        |        |                   |                   |            |         |         |         |
| 2.0 dCi                                 | 4        | 16       | 1995             | 110    | 150    | 4000   | 320               | 2000              | 10,4       | 182     | 06/2008 | nu      |
| 2.0 dCi                                 | 4        | 16       | 1995             | 127    | 173    | 3750   | 360               | 2000              | 9,9        | 191     | 06/2008 | nu      |

### Fodnoter
1. 1 2  2.5 4×2: 0-100 km/t 9,0 sek., topfart 191 km/t
2. 1 2  2.0 dCi 150 hk 4×2: 0-100 km/t 10,0 sek., topfart 183 km/t
3. 1 2  2.0 dCi 150 hk 4×4 aut.: 0-100 km/t 12,3 sek., topfart 177 km/t